# 道氏長吻鰩
道氏長吻鰩（學名：Dipturus doutrei），為軟骨魚綱鰩目鰩科長吻鰩屬的一種，分布於東中大西洋茅利塔尼亞外海至西南印度洋南非開普省海域，深度163至1200公尺，本魚有細長、銳三角形的鼻子和粗壯的尾巴，尾巴比身體短，中段腫脹，體盤外角窄圓，底面光滑，除吻部有小齒外，頸背上或背上沒有刺，體深棕色，背部有不規則的深色斑點，體盤鰭和腹鰭的後端呈黑色，腹部深褐色，有黑色毛孔，在腹鰭基部、腹鰭周圍和尾部有分散的淺色斑點，體長可達115公分，棲息在大陸坡海域，為深海底棲性魚類，肉食性，以甲殼類及硬骨魚為食，卵生，生活習性不明，可做為食用魚。